# Mellenthin
Mellenthin (pol. Mielęcin) – miejscowość i gmina w Niemczech w kraju związkowym Meklemburgia-Pomorze Przednie, w powiecie Vorpommern-Greifswald, wchodzi w skład Związku Gmin Usedom-Süd.
W 2005 roku w granice gminy Mellenthin włączono sąsiednią gminę Morgenitz.
Na terenie gminy krzyżują się drogi krajowe B110 oraz B111.